# Bomba balonowa E77
Bomba balonowa E77 – była to bronią biologiczną zaprojektowana przez Stany Zjednoczone do zwalczania upraw przeciwnika, wzorowaną na japońskich balonach zapalających. Używała ona piór jako środka przenoszenia (wektora) zarodników rdzy zbożowej, pasożytniczego grzyba atakującego uprawy zbóż. Gondola z piórami była podwieszana do balonu napełnionego wodorem, projekt został opracowany w 1950 r.

## Tło
Pod koniec II wojny światowej Japonia użyła tysięcy balonów zapalających, wypuszczając je na duże wysokości by przeleciały nad Pacyfikiem w kierunku Ameryki Północnej. Wydarzenia te były inspiracją dla zaprojektowania bomby E77.

## Historia
Rozwój bomby balonowej E77 rozpoczął się w 1950 r. i bazował na wcześniejszych japońskich projektach balonów zapalających. E77 została sklasyfikowane jako broń strategiczna, jednak nigdy nie zastosowano jej bojowo, gdyż została zastąpiona przez nowsze konstrukcję, szczególnie 750 funtową bombę kasetowa E86.

## Specyfikacja
Podobnie do japońskiego pierwowzoru, amerykański projekt również korzystał z balonu napełnionego wodorem, z którego zwisała gondola o wymiarach 32 na 24 cale. E77 jako amunicja przeciwuprawowa została zaprojektowana do rozsiewania zarodników grzybów pasożytujących na zbożach, takich jak rdza zbożowa. W celu ich rozsiania, kultury grzybowe nanoszono na lekki wektor (pióra).

## Testy E77
Przeprowadzono co najmniej trzy oddzielne edycje testów z bombami balonowymi E77. Od października do grudnia 1954, 41 E77 zostało wystrzelonych w Vernalis w Kalifornii, co pokazało, że amunicja ma potencjał militarny, gdyż powoduje wysoki poziom infekcji roślin na docelowych uprawach. Dalsze testy przeprowadzone w 1958 roku wykazały, że gdy zarodniki rdzy zbożowej zostały dostarczone przez wektor na bazie oleju (zarodniki mokre), pozostawały one zdolne do życia przez dłuższy okres w gorszych niż idealne warunkach środowiskowych. Późniejsze badania w Fort Detrick i University of Minnesota doprowadziły do kilku pozytywnych wniosków na temat skuteczności olejów jako nośników zarodników rdzy zbożowej.